# フワーリズミー

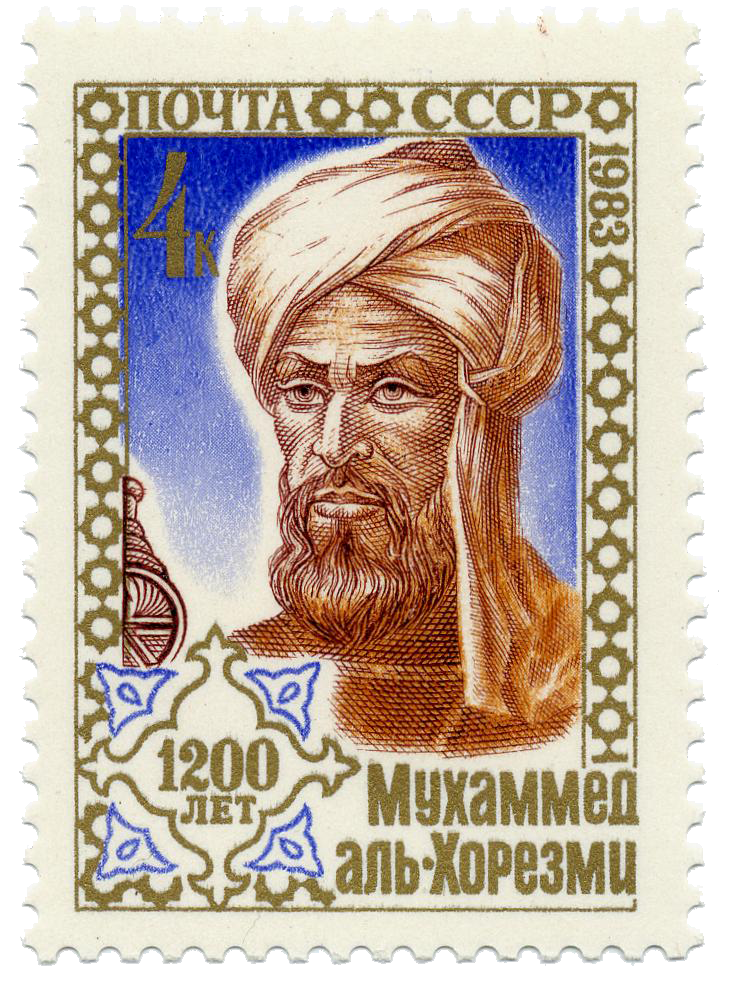
1983年のソビエト連邦の記念切手

アル＝フワーリズミー（الخوارزمي al-Khuwārizmī）ことアブー・アブドゥッラー・ムハンマド・イブン・ムーサー・アル＝フワーリズミー（أبو عبد الله محمد ابن موسى الخوارزمي）は、9世紀前半にアッバース朝時代のバグダードで活躍したイスラム科学の学者である。アッバース朝第7代カリフ、マアムーンに仕え、特に数学と天文学の分野で偉大な足跡を残した。アルゴリズムの語源となった人物である。
中央アジアのホラズム（アラビア語でフワーリズム）の出身で、フワーリズミーの名は、「ホラズム出身の人」を意味するニスバ（通称）である。生没年は諸説あり、780年あるいは800年の生まれ、845年あるいは850年の没とされる。
メルヴで学者として有名となり、カリフのマアムーンに招かれてバグダードに出て彼に仕えた。知恵の館で天文学者として働き、図書館長もつとめ、のちにカリフとなったワースィクにも仕えた。数学、天文学、さらに地理学、暦学などの分野で様々な研究を行った。散逸した著作も多いが、様々な書を著し、日時計、観象儀（アストロラーベ）なども作成したとされる。

## 生涯
フワーリズミーはアッバース朝カリフ・マアムーンの時代（在位西暦813年-833年）に「知恵の館」と呼ばれた一種のアカデミーで活躍したことがわかっているが、それ以上の伝記的情報はほとんど何もわかっていない。名前は「アブー・ジャアファル・ムハンマド・ブン・ムーサー・フワーリズミー」といい、生年はマアムーンの父親であるカリフ・ハールーン・ラシード（在位786年-809年）の治世が始まった前後の年ではないかと推測されている。伝記的情報を提供するアラビア語による一次史料は、イブン・アビー・ヤアクーブ・ナディームとイブン・キフティーである。
「フワーリズミー」は「フワーリズムの人」を意味するニスバ、つまり地名に由来する通り名である。「フワーリズム」とはアラル海の南にあるヒヴァという町とその周辺の地方のアラビア語での呼称である（以下「ホラズム」と呼ぶ）。ホラズムは古代にはペルシア帝国の一地方であったが、680年にムスリムによる統治下に入った。一般的にニスバはいささか多義的であり、自分自身がその場所出身である場合のほか、父や祖父が出身者である場合や本人がその場所で活躍したり長く住んでいたためにそのニスバがある場合もある。イブン・ナディームとキフティーは「血統」や「家柄」を表すアラビア語 aṣl を用いて、フワーリズミーがホラズムの aṣl であると述べているため、直列的に父系を遡った先祖の誰かにホラズムから来た人物がいると推定される。
20世紀の科学史家のトゥーマーは、9,10世紀の歴史学者タバリーの著作の中に、フワーリズミーに続けてマジュスィー・クトルッブリー（al-Majusī al-Qutrubbullī）というニスバが記載されていることを見出し、フワーリズミー自身はティグリス川とユーフラテス川に挟まれた、バグダードからそう遠くないクトルブルという場所の生まれであり、ホラズムは父祖の地だったのではないかという仮説を立てた。さらに言えば「マジュスィー」はフワーリズミーがかつてゾロアスター教徒であったことも示唆する。
エジプトの科学史家ラーシェドは、トゥーマーの仮説に対して、手写本の伝承誤り、誤記を指摘して反論した。ラーシェドは、トゥーマーが根拠としたタバリーの手写本においては al-Khuwārizmī al-Majusī al-Qutrubbullī という記載の al-Khuwārizmī の後ろに wa が抜けていると指摘し、この文章は「フワーリズミー」と「マジュスィー・クトルッブリー」という2人の人物について言及しているにすぎないと反論した。ラーシェドはトゥーマーの仮説を楽しみながらも「専門の文献学者でなくともこのことに気付くのは容易」とした。
イブン・ナディームの書籍目録『フィフリスト』によるとフワーリズミーの著作はすべてマアムーンの治世代（813年-833年）に書かれている。さらに10世紀の地理学者マクディスィーは、カリフ・ワースィクが統治の初年（842年）にフワーリズミーを、コーカサス山脈を越えたところに住んでいる遊牧民のハザール人の族長のところへ派遣したという情報を伝えている。
しかしこの情報はムハンマド・ブン・ムーサー・フワーリズミーとムハンマド・ブン・ムーサー・ブン・シャーキルを混同したものとするのが一般的な解釈である。このイブン・シャーキルという人物は、フワーリズミーと同時期に類似した分野で活躍したバヌー・ムーサー三兄弟の長男である。この一般的な解釈に対して、20世紀の科学史家のダンロップは、バヌー・ムーサー三兄弟の長男ムハンマドとフワーリズミーとが同一人物だったのではないかという仮説を立てた。根拠は上記マクディスィーの「混同」のほかにはクンヤの一致（バヌー・ムーサーの長男には「アブー・アブドゥッラー」のクンヤがあり、フワーリズミーにもイブン・ハッリカーンなど一部の文献が「アブー・アブドゥッラー」のクンヤがあるとする）、活躍分野（天文学、数学）と活動場所（バグダード）の完全一致などである。
フワーリズミーの没年についてはまったく手がかりがない。タバリーは、カリフ・ワースィクが病気になったとき病床に天文学者たちを呼び、自分がこの先何年生きるかを占わせたという話を伝えている。このとき「天文学者のムハンマド・ブン・ムーサー」が星占いの結果、閣下はあと50年生きますと答えたが、カリフはその後10日もたずに亡くなったという。このできすぎた話が歴史的事実を伝えており、この「天文学者のムハンマド・ブン・ムーサー」が本項のフワーリズミーのことを指していると信じられる場合は、少なくとも847年（ワースィクの没年）までフワーリズミーが生きていたということになる。

## 著作
イブン・ナディームは、フワーリズミーの著作として5編の著作を挙げている。第1に新旧2版の「ジージュ」、第2に「日時計についての本」、第3に「アストロラーベの使用についての本」、第4に「アストロラーベの構造についての本」、第5に「年代記」である。第1の「ジージュ」は天文表のことであり「シンドヒンド」の名で知られる。

## 数学

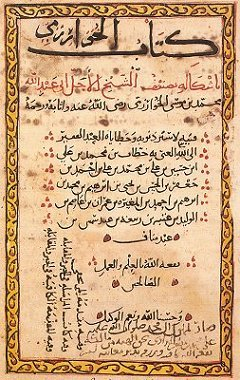
本書の１頁

以下のような著作による業績が知られている。

### 約分と消約の計算の書
アラビア語: الكتاب المختصر في حساب الجبر والمقابلة hisāb al-jabr wa'l muqābala, ヒサーブ・アル＝ジャブル・ワル＝ムカーバラ, 820年
最古の代数学書のひとつ。のちにラテン語に訳され、アル＝ジャブルという語は、英語のアルジェブラ（代数学）の語源となった。jabrは「バラバラのものを再結合する」という意味の jabara を語根とする語で「移項する」を原義とし、方程式の両辺に等しいものを加えて負の項を消去する過程を表している。また、a'l muqābalaは「縮小」を意味し、方程式の両辺の正の数から同じ数を引いて同類項を消去する過程を表している。
この著作にはプラス記号、マイナス記号、アラビア数字は使用されていない。未知数は根 （ジャズル jadhr） あるいは「もの」（ジズル jidhr） と表現し、また平方はマール（ mal。元は財産を表す語 ）、立方はカーブ（ kab ）と表現した。フワーリズミーはこれらの言葉を用いて、方程式を6つに分類した。
- 根が平方に等しい：bx = ax2
- 根が数に等しい：bx = c
- 平方が数に等しい：ax2 = c
- 平方と根が数に等しい：ax2 + bx = c
- 根と数が平方に等しい：bx + c = ax2
- 平方と数が根に等しい：ax2 + c = bx

a、b、c は正の整数にあたる。フワーリズミーは、これらを解く公式を与え、いくつかには幾何学的な説明を加えている。
本書の後半には、イスラーム法の遺産相続についての問題が書かれている。配偶者や血縁以外の第三者にも遺産がある場合の分配法が複雑だったため、法律面でもフワーリズミーの著作は重視された。

### インドの数の計算法
アラビア語: كتاب الجمع والتفريق بحساب الهند Kitāb al-Jām'a wa'l-Tafrīq bi'l-Hisāb al-Hindī, 825年
インド数学の記数法を扱った最古のアラビア語文献。四則演算、代数方程式の解法、二次方程式、幾何学、三角法、数の十進法表記で 「0」ゼロ を空いている桁に使用することなどが書かれている。
チェスターのロバート（あるいはバースのアデラード）により『アルゴリトミ・デ・ヌーメロ・インドルム 』（ ラテン語: Algoritmi de numero Indorum ）という題でラテン語に訳され、西洋に紹介された。この翻訳本は通称『アルゴリトミ』と呼ばれ、500年にわたってヨーロッパの各国の大学で数学の主要な教科書として用いられた。計算の手順を意味するアルゴリズム (Algorithm) やオーグリム （augrim） という言葉はこの書の冒頭 Algoritmi dicti （フワーリズミーに曰く） に由来する。

## 天文学
イブン・ナディームによると、フワーリズミーのズィージュ『シンドヒンド要約』（Mukhtaṣar al-Sindhind）は、マンスール期にファザーリーが翻訳したインドの天文学知（シッダーンタ）を下敷きにしたものとされる:182, 185-186。フワーリズミーのズィージュは散逸してしまったが（なお、ファザーリーのズィージュも散逸）、10世紀アンダルスのマスラマ・イブン・アフマド・マジュリーティーが改訂したしたものをバースのアデラードがラテン語に翻訳したものが現存している:185-186。

## 地理学
数学や天文学での活躍に比べて有名ではないが、地理学の分野では、プトレマイオスの世界論を受け継いだ世界地図の作成に携わった。マアムーンの命により、シンジャール平原において太陽高度差を利用した緯度差1度に相当する子午線弧長の測量を実施している。フワーリズミーは、この調査の成果を著作『大地の概念』に取り入れた。また、プトレマイオスによる地中海の長さの見積りを修正し、アジアやアフリカの地形描写を精密にした。インドやビザンティンには調査で3回出向いている。